# Allô pizza
Pour plus de détails, voir Fiche technique et Distribution.
Allô pizza (Lammbock) est une stoner comedy allemande de Christian Zübert sortie en 2001.

## Synopsis
Kai et Stefan, deux amis, ont monté un service de livraison à domicile de pizzas à Wurtzbourg. Des pizzas un peu spéciales, des pizzas… au cannabis.

## Fiche technique
- Réalisation : Christian Zübert
- Scénario : Christian Zübert
- Production : Sönke Wortmann
- Musique originale : Chris Jones
- Photographie : Sonja Rom
- Montage : Andrea Mertens
- Décors : Stefan Schönberg
- Pays :  Allemagne
- Langue : allemand
- Dates de diffusion : 
  - Allemagne : 23 août 2001
  - France : 19 mars 2004

## Distribution
- Lucas Gregorowicz (VF : Mathias Kozlowski) : Stefan
- Moritz Bleibtreu (VF : Damien Ferrette) : Kai
- Marie Zielcke (VF : Marjorie Frantz) : Laura
- Julian Weigend (VF : Arnaud Arbessier) : Achim
- Christof Warckernagel (VF : François Dunoyer) : Ausblider
- Alexandra Schalaudek : Gina
- Elmar Wepper : le père Becker
- Alexandra Neldel : Jenny
- Antoine Monot jr.  : Schöngeist
- Wotan Wilke Möhring : Frank
- Hans Gotenbach : Johnny

## Invraisemblance
Au début du film, Stefan conduit sa voiture sur le Alte Mainbrücke, alors que celui-ci est réservé aux piétons depuis 1992.

## Article annexe
- Psychotrope au cinéma et à la télévision